# التجمع السلفي
التجمع الإسلامي السلفي هو تنظيم سياسي سني سلفي في الكويت تأسس عام 1981، ويهدف إلى أسلمة القوانين وتطبيق الشريعة الإسلامية في جميع شؤون الأمة، والأمر بالمعروف والنهي عن المنكر بالموعظة الحسنة، ونصرة قضايا المسلمين، والعمل على إصلاح شؤون الامة ومحاربة الفساد والمساهمة في التنمية المجتمعية والاقتصادية.

## الأعضاء
- خالد سلطان بن عيسى.[3]
- أحمد الدعيج.
- أحمد باقر.
- جاسم العون.
- مفرج نهار.
- علي العمير.
- فهد الخنة.
- وليد الطبطبائي.
- محمد هايف.
- خالد العدوة.
- محمد المطير .
- حمود الحمدان.
- عبد الرحمن الجيران.
- محمد الكندري.
- علام الكندري.
- مبارك الطشه.
- حمد العبيد .

## المشاركة في انتخاباتمجلس الأمة الكويتي
| تاريخ الإنتخابات          | الرئيس             | عدد المقاعد | +/–                                                                             |
| ------------------------- | ------------------ | ----------- | ------------------------------------------------------------------------------- |
| انتخابات مجلس 1981        | خالد سلطان بن عيسى | 1 / 50      | تشكّلت في عام 1981، داخل المجلس تهدف إلى أسلمة القوانين وتطبيق الشريعة الإسلامية |
| انتخابات مجلس 1985        | أحمد باقر          | 2 / 50      | ▼ 2                                                                             |
| انتخابات مجلس 1992        | أحمد باقر          | 3 / 50      | ▼ 3                                                                             |
| انتخابات مجلس فبراير 1996 | أحمد باقر          | 5 / 50      | ▼ 5                                                                             |
| انتخابات مجلس 1999        | أحمد باقر          | 3 / 50      | ▼ 3                                                                             |
| انتخابات مجلس 2003        | أحمد باقر          | 6 / 50      | ▼ 6                                                                             |
| انتخابات مجلس 2006        | أحمد باقر          | 4 / 50      | ▼ 4                                                                             |
| انتخابات مجلس 2008        | خالد سلطان بن عيسى | 4 / 50      | ▼ 4                                                                             |
| انتخابات مجلس 2009        | خالد سلطان بن عيسى | 2 / 50      | ▼ 2                                                                             |
| انتخابات مجلس 2012        | خالد سلطان بن عيسى | 4 / 50      | ▼ 4                                                                             |
| انتخابات مجلس 2013        | علي العمير         | 2 / 50      | ▼ 2                                                                             |
| انتخابات مجلس 2016        | لا يوجد ممثل       | 0 / 50      | ▼ 0                                                                             |
| انتخابات مجلس 2020        | لا يوجد ممثل       | 0 / 50      | ▼ 0                                                                             |
| انتخابات مجلس 2022        | لم يسمي رئيس       | 2 / 50      | ▼ 2                                                                             |